# Typ 16 Tenacious
Typ 16 Tenacious (či třída Tenacious) byla třída rychlých fregat Britského královského námořnictva, vzniklých přestavbou druhoválečných torpédoborců. Jejich hlavním úkolem byla obrana proti tehdy zaváděným sovětským ponorkám (především třídy Whiskey), které dosahovaly výrazně vyšších rychlostí pod hladinou. Pro britské námořnictvo vzniklo celkem 10 jednotek této třídy, z nichž tři patřily ke třídě O a P a sedm ke třídě T. Brzy je nahradila moderní plavidla, postavená přímo pro tento účel. Vyřazeny tak byly v průběhu 60. let.

## Pozadí vzniku
Britské námořnictvo po druhé světové válce potřebovalo novou generaci plavidel schopných efektivního boje s novými ponorkami dosahujícími vyšších rychlostí pod hladinou. První dvě třídy takových plavidel vznikly přestavbou druhoválečných torpédoborců na rychlé protiponorkové fregaty. Fregata Typu 15 Rapid představovala komplexní, ale zároveň velmi nákladnou modernizaci, a proto námořnictvo objednalo rovněž levnější méně rozsáhlou modernizaci, kterou vznikl Typ 16 Tenacious. Přestavba proběhla v případě 10 torpédoborců. Torpédoborce byly postaveny v letech 1939–1944. Přestavěná plavidla byla do služby zařazována v letech 1952–1956. Jako první byla dokončena v případě fregaty Tenacious.
Jednotky třídy Typ 16 Tenacious:
| Jméno             | Loděnice                               | Založení kýlu      | Spuštěna          | Zařazena do služby | Přestavba                        | Status                 |
| ----------------- | -------------------------------------- | ------------------ | ----------------- | ------------------ | -------------------------------- | ---------------------- |
| Orwell (F98)      | Thornycroft, Woolston                  | 16. května 1940    | 2. dubna 1942     | 7. října 1943      | Rosyth Dockyard, 1952            | Prodána do šrotu 1965. |
| Paladin (F169)    | John Brown, Clydebank                  | 22. července 1940  | 11. června 1941   | 12. prosince 1941  | Rosyth Dockyard, 1956            | Prodána do šrotu 1962. |
| Petard (F26)      | Vickers-Armstrons, Newcastle-upon-Tyne | 26. prosince 1939  | 27. března 1941   | 14. června 1942    | Harland & Wolff, Belfast, 1956   | Prodána do šrotu 1967. |
| Teazer (F23)      | Cammell Laird                          | 20. října 1941     | 7. ledna 1943     | 13. září 1943      | Mountstuart, 1952                | Prodána do šrotu 1965. |
| Tenacious (F44)   | Cammell Laird                          | 3. prosince 1941   | 24. března 1943   | 30. října 1943     | Rosyth Dockyard, 1952            | Prodána do šrotu 1965. |
| Termagant (F189)  | Denny, Dumbarton                       | 25. listopadu 1941 | 22. března 1943   | 18. října 1943     | Grayson Rollo, 1953              | Prodána do šrotu 1965. |
| Terpsichore (F19) | Denny, Dumbarton                       | 25. listopadu 1941 | 17. června 1943   | 20. ledna 1944     | Thornycroft, 1952–1953           | Prodána do šrotu 1966. |
| Tumult (F121)     | John Brown, Clydebank                  | 16. listopadu 1941 | 9. listopadu 1942 | 2. dubna 1943      | Grayson Rollo, 1954              | Prodána do šrotu 1965. |
| Tuscan (F156)     | Swan Hunter, Wallsend                  | 6. září 1941       | 28. května 1942   | 11. března 1943    | Mountstuart, 1953                | Prodána do šrotu 1966. |
| Tyrian (F67)      | Swan Hunter, Wallsend                  | 15. října 1941     | 27. července 1942 | 8. dubna 1943      | Harland & Wolff, Liverpool, 1953 | Prodána do šrotu 1965. |

## Konstrukce

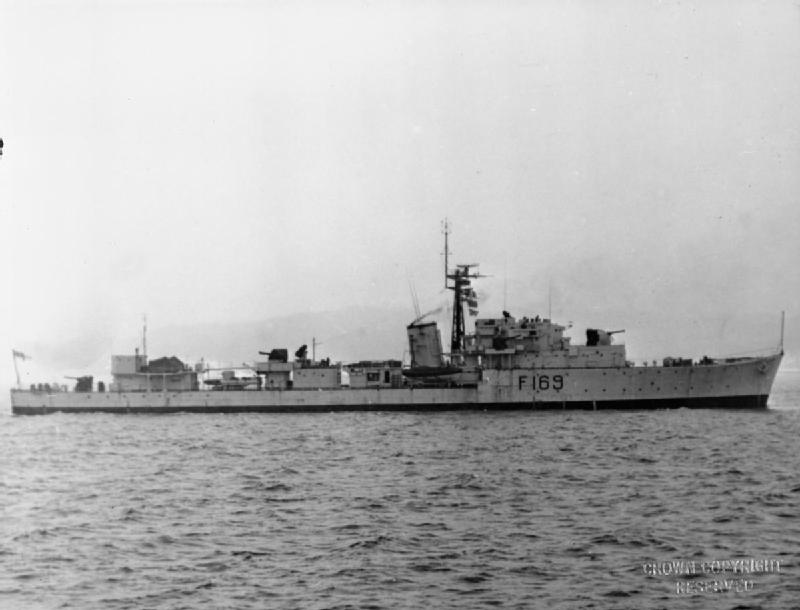
HMS Paladin

Modernizace této třídy byla menšího rozsahu, než v případě předcházejícího Typu 15 Rapid. Elektroniku představoval přehledový vzdušný a hladinový radar typu 293 a navigační radar typu 974. Neseny byly sonary typu 170 a typu 174P. Hlavňovou výzbroj tvořily dva dvouúčelové 102mm kanóny Mk.19 v dělové věži před hlavním stěžněm a pět protiletadlových 40mm kanónů (dva ve verzi Mk.5 a tři Mk.9). Protiponorkovou výzbroj tvořily dva salvové vrhače hlubinných pum Squid Mk.3. Výzbroj doplňoval rovněž čtyřhlavňový 533mm torpédomet. Pohonný systém tvořily dva kotle Admiralty a dvě parní turbíny Parsons o výkonu 40 000 hp, pohánějící dva lodní šrouby. Nejvyšší rychlost přesahovala 36,75 uzlu. Dosah byl 1700 námořních mil při rychlosti 20 uzlů (Petard).